# Odarslövs kyrka
Odarslövs kyrka är en kyrkobyggnad i byn Odarslöv mitt på Lundaslätten. Den tillhör Torns församling i Lunds stift.

## Kyrkobyggnaden
Kyrkan härstammar från 1100-talet och är byggd i romansk stil. Carl Georg Brunius, som även renoverade Lunds domkyrka, genomförde under 1800-talet omfattade ombyggnationer av kyrkan. Bland annat fick tornet sin påbyggnad av rött tegel. Murarna har dock vit puts.
På hösten 1990 stängdes kyrkan på grund av rasrisk och den 17 november 2002 avlystes den. Kyrkan renoverades 2016, efter att under många år varit rivnings- eller försäljningshotad. Kyrkans torn renoverades och kyrkan fick ny takplåt.

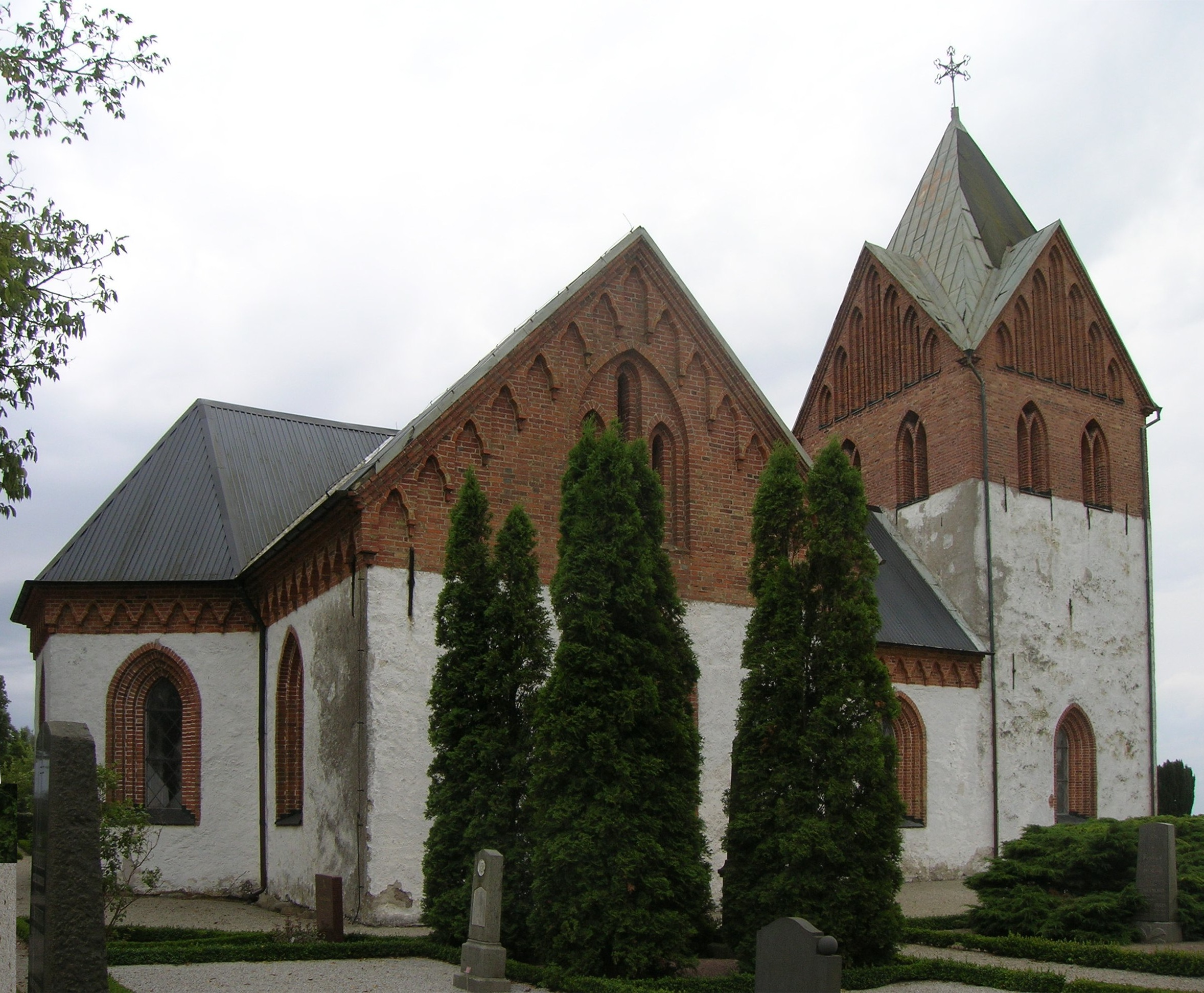
Korsarm och absid.

## Inventarier
Dopfunten ska ha utförts på 1100-talet av Mårten Stenmästare. Dopfatet är utfört på 1500-talet och har Tysklands riksvapen i botten.
Altartavlan målades 1937 av Gunnar John. Den visar det kosmiska kretsloppet.
Bänkinredningen stammade från Brunis renovering. Längst fram i mittgången fanns fyra bänkgavlar från 1700-talet bevarade. Dessa hade tillhört herrskapsbänkar för Svenstorps gods som innehade kyrkans patronatsrätt fram till 1921.

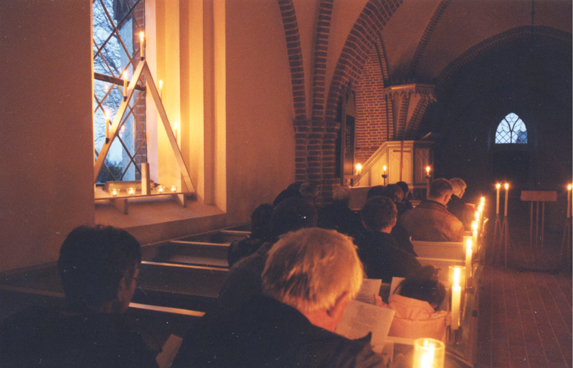
Interiör vid gudstjänst.

Fram till avlysandet fanns en orgel med 528 pipor i kyrkan. Från början hade församlingen ett kontrakt om att Salomon Molander skulle bygga orgeln. Men den nya orgeln dröjde och orgelbyggarfirman togs över av Eskil Lundén som byggde orgeln 1904. Orgeln spelades vid avlysningsgudstjänsten, men användes därefter inte. Torns församling ville dock flytta orgeln och i januari 2004 kunde arbetet med flytten inledas. Orgeln monterades ned och förvarades hos Mårtenssons orgelfabrik. Sommaren 2004 gav länsstyrelsen sitt tillstånd till att sätta upp orgeln i Västra Hoby kyrka och den 14 november 2004 invigdes den där.
Under 2011 nedmonterades några återstående inventarier för avyttring, bland annat bänkarna, bänkgavlar, orgelfasaden, altare och altartavla. Bänkinredning, altaruppsats och orgelfasad skänktes till den svensk-estniska Svenska S:t Mikaelsförsamlingen i Tallinn för Nargö S:ta Maria kapell.
Efter renoveringen används kyrkan delvis för konstutställningar. 2020 finns ljus- och ljudkonstverken Uppåt och 96, skapade av Jesper Wachtmeister och Jérôme France.
Wachtmeister gestaltar genom sitt verk ”Uppåt” människans rationella, emotionella och spirituella sidor som vänder sig mot himlen för att ställa frågor och söka svar.
France har tillsammans med ljuddesignern Nadège Feyrit skapat det interaktiva verket ”96” med originalmusik och ljudspår som triggas av besökarnas rörelser.

## Orgel
- 1905 byggde Eskil Lundén, Göteborg en mekanisk orgel i kyrkan. Orgeln har fasta kombinationer. Orgeln spelades vid avlysningsgudstjänsten, men användes därefter inte. Torns församling ville dock flytta orgeln och i januari 2004 kunde arbetet med flytten inledas. Orgeln monterades ned och förvarades hos Mårtenssons orgelfabrik. Sommaren 2004 gav länsstyrelsen sitt tillstånd till att sätta upp orgeln i Västra Hoby kyrka och den 14 november 2004 invigdes den där.

#### Disposition
| Huvudverk I (C–f3) | Svällverk II (C–f3) | Pedal (C–d1)     | Koppel              |
| Borduna 16′        | Violin Principal 8′ | Subbas 16′       | I/P                 |
| Principal 8′       | Salicional 8′       | Violoncell 8′    | II/I                |
| Gamba 8′           | Rörflöjt 8′         | (transmitterade) | I 4′/I              |
| Flöjt Harmonik 8′  | Flöjt Harmonik 4′   |                  | II 16′/II           |
| Octava 4′          | Crescendosvällare   |                  | Fasta kombinationer |
| Violin 4′          |                     |                  | Piano (−)           |
|                    |                     |                  | Mezzoforte (+)      |
|                    |                     |                  | Tutti               |